# Chay Hews
Chay Hews (nacido el 30 de septiembre de 1976) es un futbolista australiano que se desempeña como centrocampista.
Jugó para clubes como el Brisbane Strikers FC, Shonan Bellmare, IF Sylvia, Carlisle United, Västra Frölunda IF y Rochedale Rovers FC.

## Trayectoria

### Clubes
| Club                 | País       | Año         |
| -------------------- | ---------- | ----------- |
| Brisbane Strikers FC | Australia  | 1994 - 1999 |
| Shonan Bellmare      | Japón      | 1999        |
| Brisbane Strikers FC | Australia  | 1999 - 2001 |
| IF Sylvia            | Suecia     | 2001        |
| Carlisle United      | Inglaterra | 2001 - 2002 |
| IF Sylvia            | Suecia     | 2002 - 2004 |
| Västra Frölunda IF   | Suecia     | 2005 - 2008 |
| Brisbane Strikers FC | Australia  | 2008 - 2014 |
| Rochedale Rovers FC  | Australia  | 2015 -      |